# Уроки химии
«Уроки химии» (англ. Lessons in Chemistry) — американский драматический сериал, киноадаптация романа Бонни Гармус. Сериал рассказывает о женщине-химике Элизабет Зотт, которая начинает вести своё кулинарное шоу в 1960-х годах. Премьера сериала состоялась 13 октября 2023 года.

## Сюжет
После увольнения с должности лаборанта, Элизабет Зотт открывает новое телевизионное кулинарное шоу «Ужин в шесть» для просвещения домохозяек по различным гастрономическим, научным, а порой и социальным вопросам.

## В ролях

### Основной состав
- Бри Ларсон — Элизабет Зотт
- Льюис Пуллман — Калвин Эванс.
- Аджа Наоми Кинг — Харриет Слоан.
- Стефани Кениг — Фран Фраск.

### Второстепенные роли
- Дерек Сесил — доктор Роберт Донатти
- Эндрю Дэйли — доктор Ричард Прайс.
- Кевин Зусман — Уолтер Пайн.

## Список эпизодов
| № | Название                                         | Режиссёр         | Автор сценария                             | Дата премьеры   |
| - | ------------------------------------------------ | ---------------- | ------------------------------------------ | --------------- |
| 1 | «Little Miss Hastings» «Маленькая мисс Гастингс» | Сара Адина Смит  | Ли Айзенберг                               | 13 октября 2023 |
| 2 | «Her and Him» «Она и Он»                         | Сара Адина Смит  | Элисса Карасик                             | 13 октября 2023 |
| 3 | «Living Dead Things» «Живые мертвецы»            | Бери и Берти     | Ли Айзенберг и Эмили Фокс                  | 20 октября 2023 |
| 4 | «Primitive Instinct» «Примитивный инстинкт»      | Бери и Берти     | Элисса Карасик                             | 27 октября 2023 |
| 5 | «CH3COOH» «Уксусная кислота»                     | Миллисент Шелтон | Ли Айзенберг и Эмили Фокс                  | 3 ноября 2023   |
| 6 | «Poirot» «Пуаро»                                 | Миллисент Шелтон | Ли Айзенберг,Элисса Карасик и Бонни Гармус | 10 ноября 2023  |
| 7 | «Book of Calvin» «Книга Калвина»                 | Тара Миеле       | Элисса Карасик                             | 17 ноября 2023  |
| 8 | «Introduction to Chemistry» «Введение в химию»   | Тара Миеле       | Ли Айзенберг                               | 24 ноября 2023  |